# Dendropemon parvifolius
Dendropemon parvifolius là một loài thực vật có hoa trong họ Loranthaceae. Loài này được (Sw.) Steud. mô tả khoa học đầu tiên năm 1840.